# Mézières-en-Brenne
Mézières-en-Brenne ist eine französische Gemeinde mit 956 Einwohnern (Stand 1. Januar 2022) im Département Indre in der Region Centre-Val de Loire. Sie gehört zum Arrondissement Le Blanc und zum Kanton Le Blanc und liegt zwischen den Flüssen Claise und Yoson im Regionalen Naturpark Brenne. 

## Bevölkerungsentwicklung

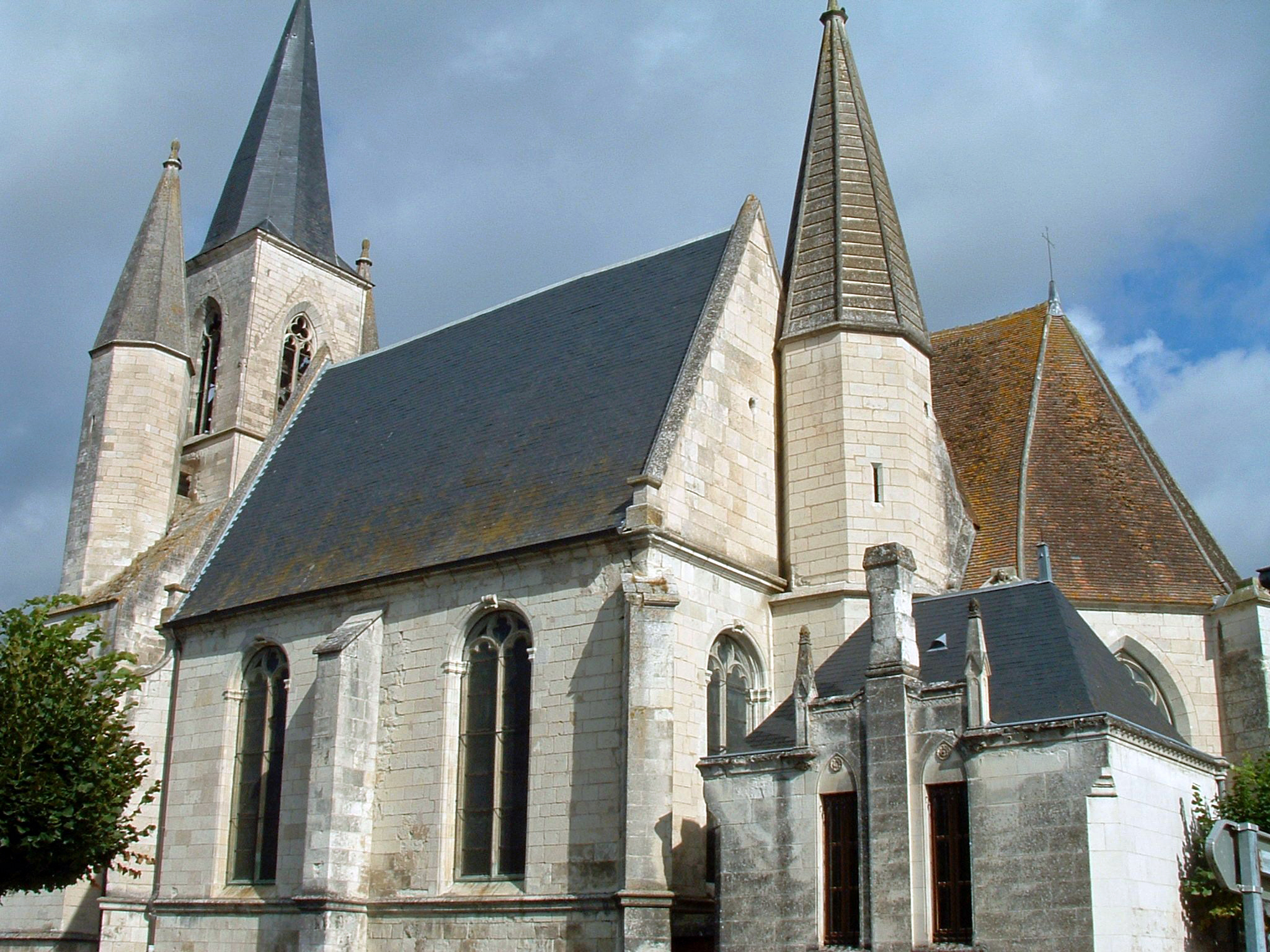
Kirche Sainte-Marie-Madeleine

| 1962 | 1968 | 1975 | 1982 | 1990 | 1999 | 2001 | 2017 |
| ---- | ---- | ---- | ---- | ---- | ---- | ---- | ---- |
| 1152 | 1232 | 1168 | 1186 | 1194 | 1160 | 1081 | 1001 |

## Verkehr
Mézières-en-Brenne hatte einen Bahnhof an der Bahnstrecke Le Blanc–Argent-sur-Sauldre, die in diesem Abschnitt 1953 stillgelegt wurde.